# Minhe
Minhe (léase Min-Je, en chino, 民和; pinyin, Mínhé; literalmente, ‘paz del pueblo’) es un  condado autónomo bajo la administración directa de la Prefectura Haidong en la Provincia de Qinghai, República Popular China.  Su área es de 1897 km² y su población total para 2010 superó los 350 mil habitantes.
El condado es reconocido por ser la patria del legendario emperador Yu el Grande, quien estableció la dinastía Xia (2070–1600 aC), la primera dinastía registrada en la historia antigua de China.

## Administración
Desde julio de 2020, el  condado autónomo Minhe se divide en 22 pueblos que se administran en 8 poblados, 13  villas y 1 villa étnica. 